# Giants (Dermot Kennedy)
Giants è un singolo del cantautore irlandese Dermot Kennedy, pubblicato il 24 giugno 2020 come quinto estratto dal primo album in studio Without Fear.

## Video musicale
Il video musicale è stato reso disponibile il 20 luglio 2020.

## Tracce
Testi e musiche di Dermot Kennedy, Scott Harris e Stephen Kozmeniuk.
Download digitale
1. Giants – 2:57

Download digitale – Remixes EP
1. Giants (con Sam Feldt) (Sam Feldt Remix) – 2:31
2. Giants (con Sarcastic Sounds e Rxseboy) (Sarcastic Sounds x Rxseboy Remix) – 2:38
3. Giants (Tensnake Remix) – 3:14
4. Giants (con Daniel Blume) (Daniel Blume Remix) – 3:02

## Formazione
Musicisti
- Dermot Kennedy – voce, cori
- Todd Clark – cori
- Stephen Kozmeniuk – basso, batteria, chitarra, tastiera
- Ben Jones – chitarra
- Dave Cohen – organo, pianoforte

Produzione
- Koz – produzione
- Matty Green – missaggio
- Matt Snell – ingegneria della registrazione

## Classifiche

### Classifiche settimanali
| Classifica (2020-21) | Posizione massima |
| -------------------- | ----------------- |
| Austria              | 37                |
| Belgio (Fiandre)     | 27                |
| Belgio (Vallonia)    | 65                |
| Croazia              | 13                |
| Germania             | 45                |
| Irlanda              | 1                 |
| Islanda              | 22                |
| Regno Unito          | 12                |
| Slovenia             | 27                |
| Svezia               | 59                |
| Svizzera             | 23                |

### Classifiche di fine anno
| Classifica (2020) | Posizione |
| ----------------- | --------- |
| Belgio (Fiandre)  | 98        |
| Irlanda           | 8         |
| Classifica (2021) | Posizione |
| Croazia           | 78        |
| Irlanda           | 11        |